# Dialineura shozii
Dialineura shozii är en tvåvingeart som beskrevs av Akira Nagatomi och Lyneborg 1988. Dialineura shozii ingår i släktet Dialineura och familjen stilettflugor. Inga underarter finns listade i Catalogue of Life.